# 邱姓河南堂忠實第
22°40′24″N 120°30′26″E / 22.673221°N 120.507188°E
邱姓河南堂忠實第，是位於臺灣屏東縣屏東市的四合院，1990年代面臨拆除時，以「屏東鄉土藝術館」名義作保存及修復，今列屏東縣歷史建築。

## 由來

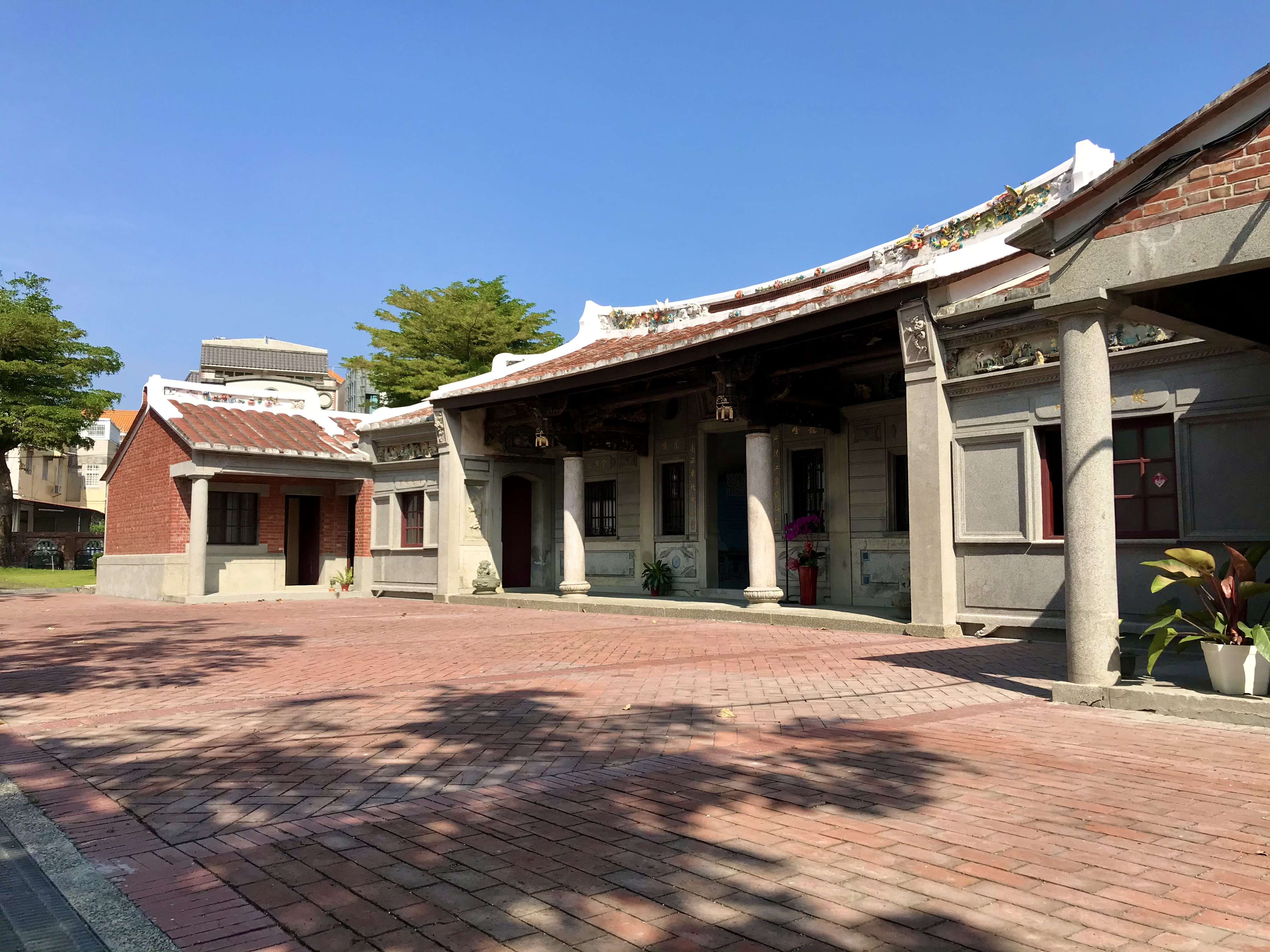
前堂

河南堂忠實第的邱姓家族，歷史可追溯到邱永鎬來長治開墾。一說是為紀念參與火燒庄戰役的邱鳳揚，由六堆忠義祠贈地，次子邱元壽建立此宅。1915年興建，1918年竣工。據聞邱元壽特地從福州請來建築師、雕刻師，還出售約十公頃土地才蓋好的。

## 建物

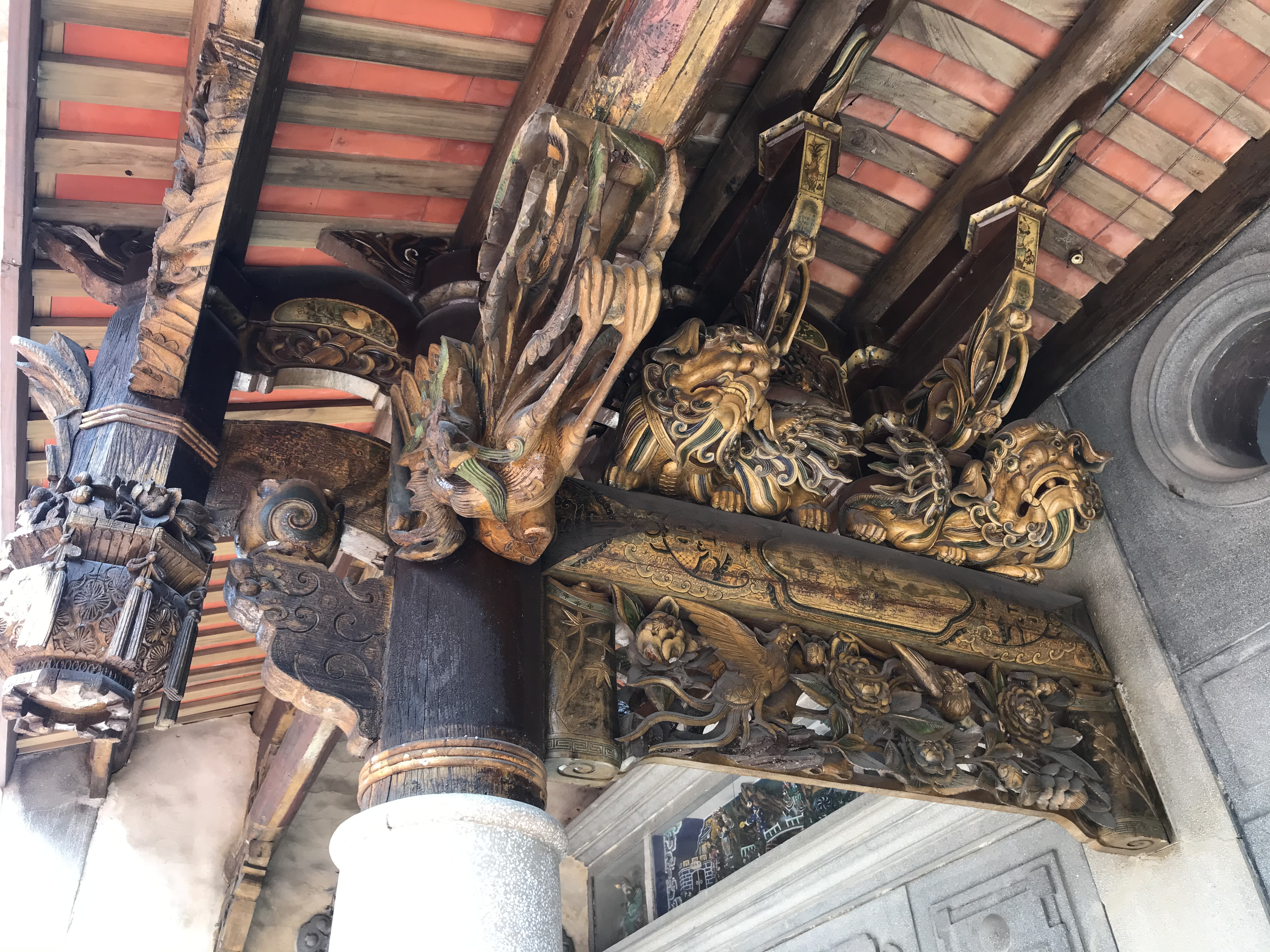
雀替

河南堂忠實第呈現二堂二橫的四字型布局，以前堂、後堂，過廊圍起天井，東西長廿九點四公尺，南北長廿四點一公尺。在建築史學者的觀點，該宅可謂南部客家建築的代表，從建築中亦可看出自清末至日治時代建築材料、風貌的蛻變。因一反來樸實傳統客家建築，樸實的洗石子墻搭配鮮明的紅瓦，加上樑柱間精雕細琢的木構件、交趾陶牆飾與屋脊剪黏等裝飾風格，外觀密實嚴謹，內部細緻精巧，被文化部譽為「南台灣客家建築之精品」。
河南堂忠實第前棟正屋預留的彩繪氣窗孔、鏤空磚的裝飾，除了美化外，能在強風吹襲時確保屋脊、屋頂的安全。屋前鋪設象徵「人丁旺盛」的人形與丁字形地磚。對聯與匾額有篆、隸、楷、草、行等各家書法。牌額「河堂南」的「堂」字擺中間，凸顯對堂號的尊重與神聖，這寫法是與北臺灣客家建築明顯的區別。門窗含有吉祥之意，如直檽窗數量有陽數的九、竹節窗祈求步步高升。山牆上的彩繪，藏有旗子、彩球、長戟、玉磬，暗示「祈求吉慶」。步通上的「獅子坐斗」 雀替，是全宅最富立體感的作品，獅子尾對尾而首相向，身體壓在疊斗下。通往中庭的扇門，有「象負菊瓶」、「獅負梅瓶」等扇，表示保平安的瓶子、長命百歲的菊花、五福臨門的梅花。

## 保留

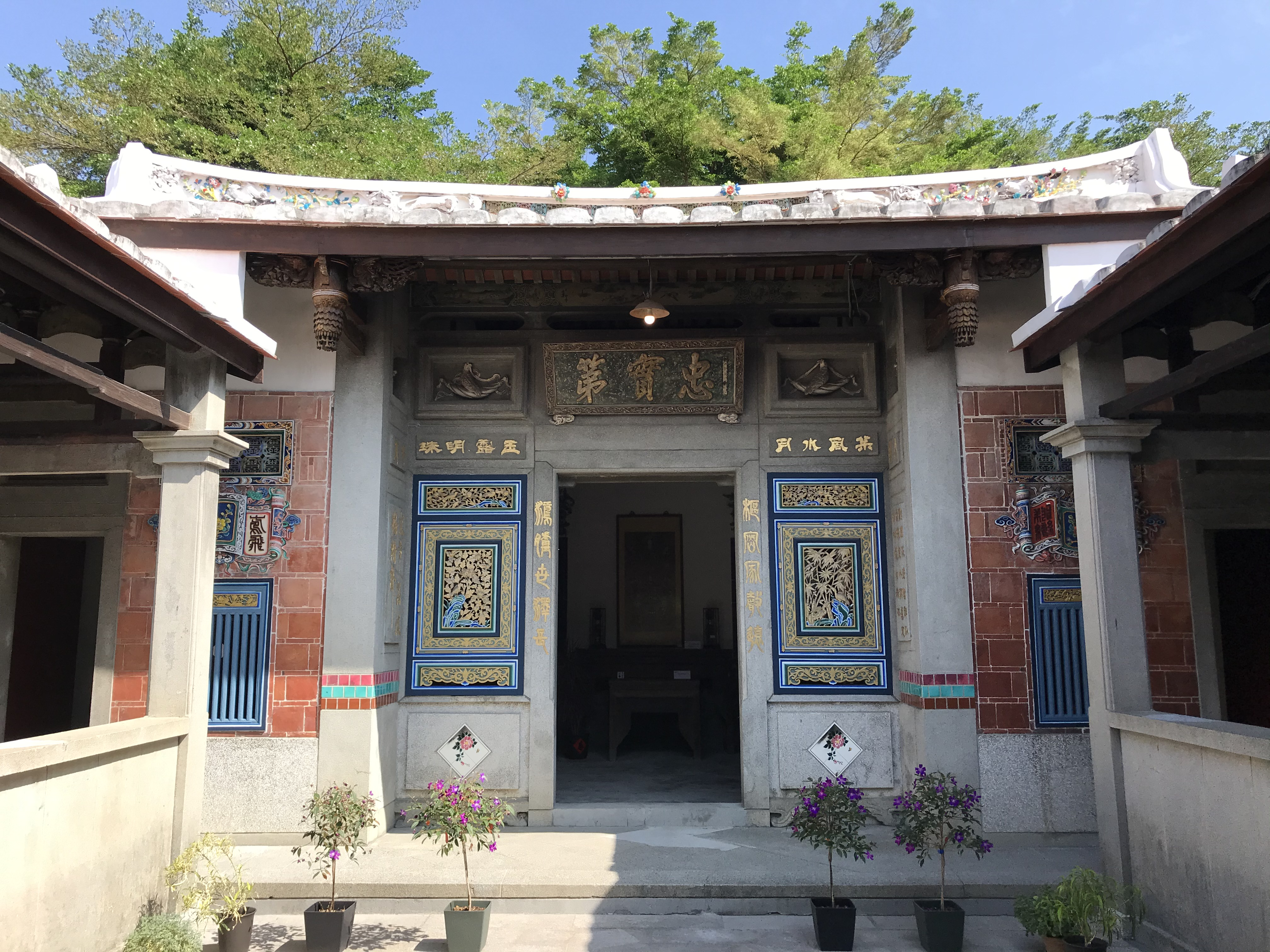
後堂

1990年代，在此宅被規劃為中正國中用地而面臨拆除時，當時因七十多年前翻修過且建立未達建立一百年以上的條件，故無法列古蹟保存。屏東師範學院教授高業榮、縣議員蘇義峰、文化中心主任蔡東源、畫家何文杞、及客家大老邱福盛、溫興春等人士多方奔走，引起縣長伍澤元極表關切與重視。文建會將該宅納入「輔導縣市主題展示館之設立及文物館充實計劃」的實施地點，以成立鄉土藝術館的名義作保存。中正國中校長王春聯也表達擴建的操場會變更設計，計畫將此宅保存並作圖書館或文物館。
1993年，文建會撥款新台幣五十萬，供屏東縣文化中心聘請專家將河南堂忠實第描繪製圖。次年，文建會邀東海大學副教授洪敏麟、華岡博物館館長陳國寧、淡江大學歷史系主任周宗賢、民俗專家賴志彰等人士勘查後，決定協助屏東縣爭取修復經費。年末12月27日，立委郭廷才請內政部即刻進行維修規劃及搶救行動。文建會在1995年以「充實縣市、鄉鎮及社區文化軟體設施計劃」撥款，經費共一千三百六十萬元。
2000年3月30日，高雄市立中正文化中心處長林朝號、澎湖文化局長張瑞源、高雄縣文化局副局長王長華、高雄市立美術館館長陳雪妮、嘉義縣立文化中心主任許有人、以及屏縣文化中心主任蔡東源來此開會，討論籌思建構南台灣文化共同圈事宜，會議由屏東縣副縣長吳應文主持。4月20日，此屋以「屏東鄉土藝術館」之名落成。當天，已一百歲的邱鳳揚嫡孫、六堆大老邱福盛出席。
2003年間，屏東縣政府登錄河南堂忠實第為歷史建築。2005年12月12日，文化局為活化屏東縣鄉土藝術館，舉辦開放廠商投資說明會，沒廠商參加。
因建物地處於高溫高溼氣候的屏東，因此雨季前會短暫性閉館，以進行全面消毒及除蟲工作。該建築也處於地區最低窪處，逢雨就淹。文化部文資局核定補助一千四百多萬元，進行排水系統改善、工藝裝飾修復等。2020年6月開始修復，修復匠師為林士軒、鄒明宗、廖再順等。2022年2月17日完成修復，邀請昔日居住於此的邱文英、邱詹順招、邱秋伶一家人前來。